# Nikołaj Lifanow
Nikołaj Michajłowicz Lifanow (ros. Никола́й Миха́йлович Лифа́нов, ur. 11 grudnia 1904 we wsi Ried'kino k. Podolska, zm. we wrześniu 1975) – radziecki dyplomata.

## Życiorys
Urodzony w rodzinie chłopskiej, od 1922 członek Komsomołu, od 1927 członek WKP(b), 1927-1928 sekretarz komitetu Komsomołu fabryki mechanicznej w Podolsku, ukończył fakultet robotniczy, 1928-1931 studiował w Moskiewskim Instytucie Orientalistyki. Od listopada 1931 pracownik Ludowego Komisariatu Handlu Zagranicznego ZSRR, od stycznia 1934 aspirant Instytutu Orientalistyki, od września 1938 pracował w Ludowym Komisariacie Spraw Zagranicznych ZSRR, od 1941 do grudnia 1944 kierownik Wydziału I Dalekowschodniego tego komisariatu. Od 6 grudnia 1944 do 16 lipca 1953 ambasador nadzwyczajny i pełnomocny ZSRR w Australii, 1954-1972 dyrektor Wyższych Kursów Języków Obcych Ministerstwa Spraw Zagranicznych ZSRR.